# Fosse no 3 bis des mines de Ligny-lès-Aire
La fosse no 3 bis de la Compagnie des mines de Ligny-lès-Aire est un ancien charbonnage du Bassin minier du Nord-Pas-de-Calais, situé à Auchy-au-Bois. Elle est initialement commencée en 1862 par la Compagnie des mines d'Auchy-au-Bois, sous le nom de fosse no 2. Un coup de grisou survient le 7 juin 1873 et tue sept mineurs, et touche très sévèrement les installations du puits, la fosse ne rouvre que l'année suivante. Deux terrils sont édifiés près de la fosse. Elle est abandonnée en 1900. Le charbonnage est repris par la Compagnie des mines de Ligny-les-Aire sous le nom de fosse no 3 bis en 1927, et commence à assurer l'aérage de la fosse no 3 à partir de 1929.
La Compagnie des mines de Ligny-lès-Aire est nationalisée en 1946, et intègre le Groupe d'Auchel. La fosse d'aérage no 3 bis ferme en 1950, en même temps que les fosses nos 2 - 2 bis et 3. Ses installations sont entièrement détruites. Les deux terrils ont été exploités.
Au début du XXIe siècle, Charbonnages de France matérialise la tête du puits no 3 bis. Le puits est situé dans un espace vert.

## La fosse

### Fonçage
La fosse no 2 est commencée en 1862 à Auchy-au-Bois, à 1 800 mètres à l'ouest de la fosse no 1, contre le bord ouest de la Chaussée Brunehaut, à 400 mètres au nord du clocher d'Auchy-au-Bois. Le passage du niveau a présenté d'assez sérieuses difficultés. Le tourtia est atteint à 140,60 mètres. Le terrain houiller est rencontré à 146,36 mètres. Le puits est approfondi à 430,83 mètres,. Son diamètre utile est de 4,20 mètres,. Le passage du niveau présente d'assez grosses difficultés.

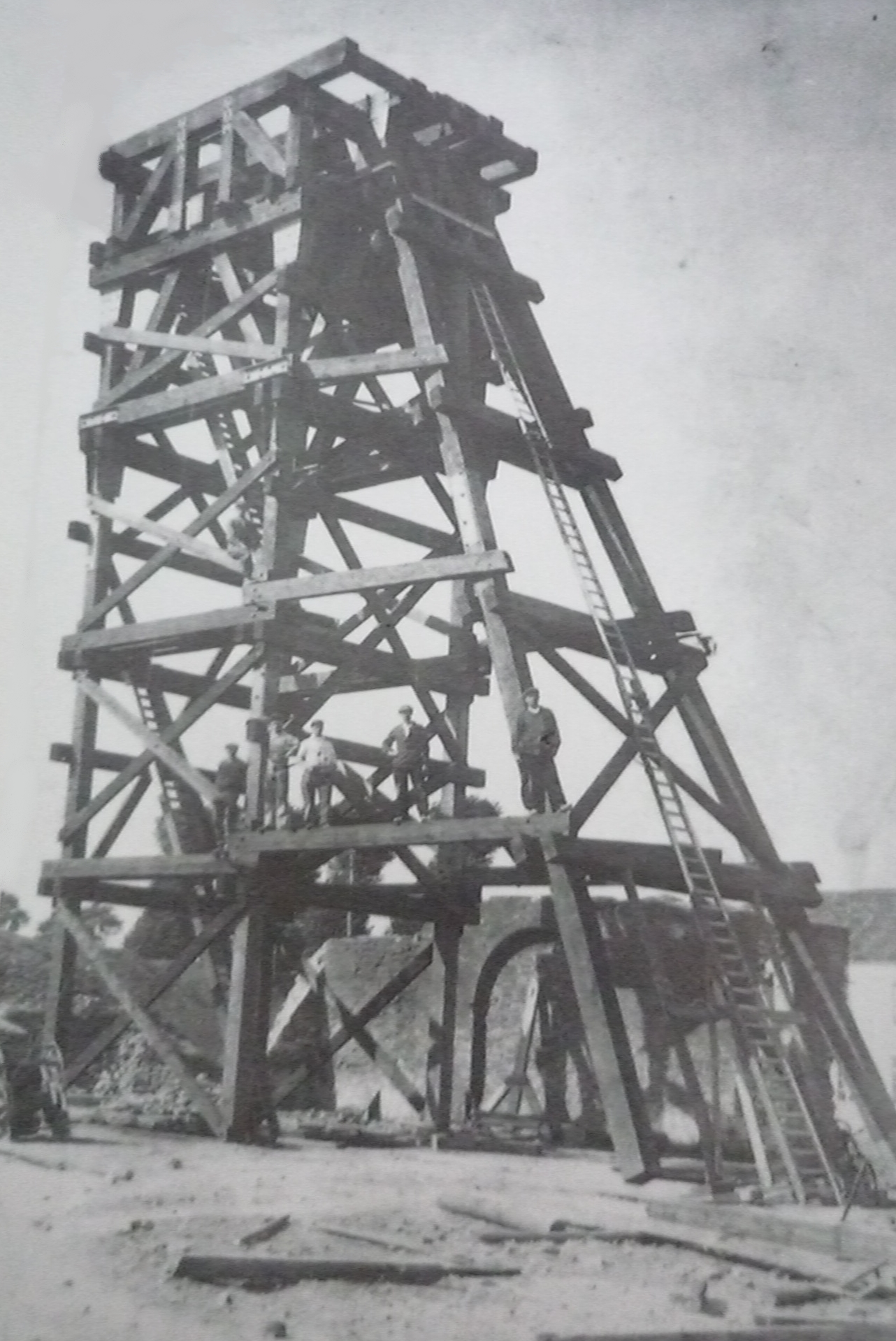
Le chevalement.

### Exploitation
Des accrochages sont établis à 175, 215, 248, 270, 312, 395 et 420 mètres. Une explosion de grisou le 7 juin 1873 fait sept victimes, démolit le guidage et la cloison d'aérage, et amène l'inondation du puits,. La production ne reprend qu'en 1874, après que la réparation de ces dégâts est opérée. On remplace en 1876 la machine d'extraction par une autre, plus puissante, de 200 chevaux. Par les bowettes nord et sud, on a traversé toute la formation houillère. Ces bowettes sont venues buter contre le calcaire carbonifère. La fosse est arrêtée à l'extraction le 10 avril 1885,. L'orifice du puits est à l'altitude de 89 mètres.
La Compagnie des mines de Ligny-les-Aire reprend le puits no 2 en le renommant puits no 3 bis en 1927. Un chevalement en bois est mis en place et le puits assure alors l'aérage du puits no 3 alors nouvellement creusé, et situé à 1 055 mètres à l'ouest.
La Compagnie des mines de Ligny-lès-Aire est nationalisée en 1946, et intègre le Groupe d'Auchel. Les fosses nos 3 et 3 bis sont fermées en même temps que la fosse no 2 - 2 bis, en 1950, et les puits sont remblayés l'année suivante. Les installations de surface de la fosse no 3 bis sont entièrement détruites.

### Reconversion
Au début du XXIe siècle, Charbonnages de France matérialise la tête du puits no 3 bis. Le BRGM y effectue des inspections chaque année.

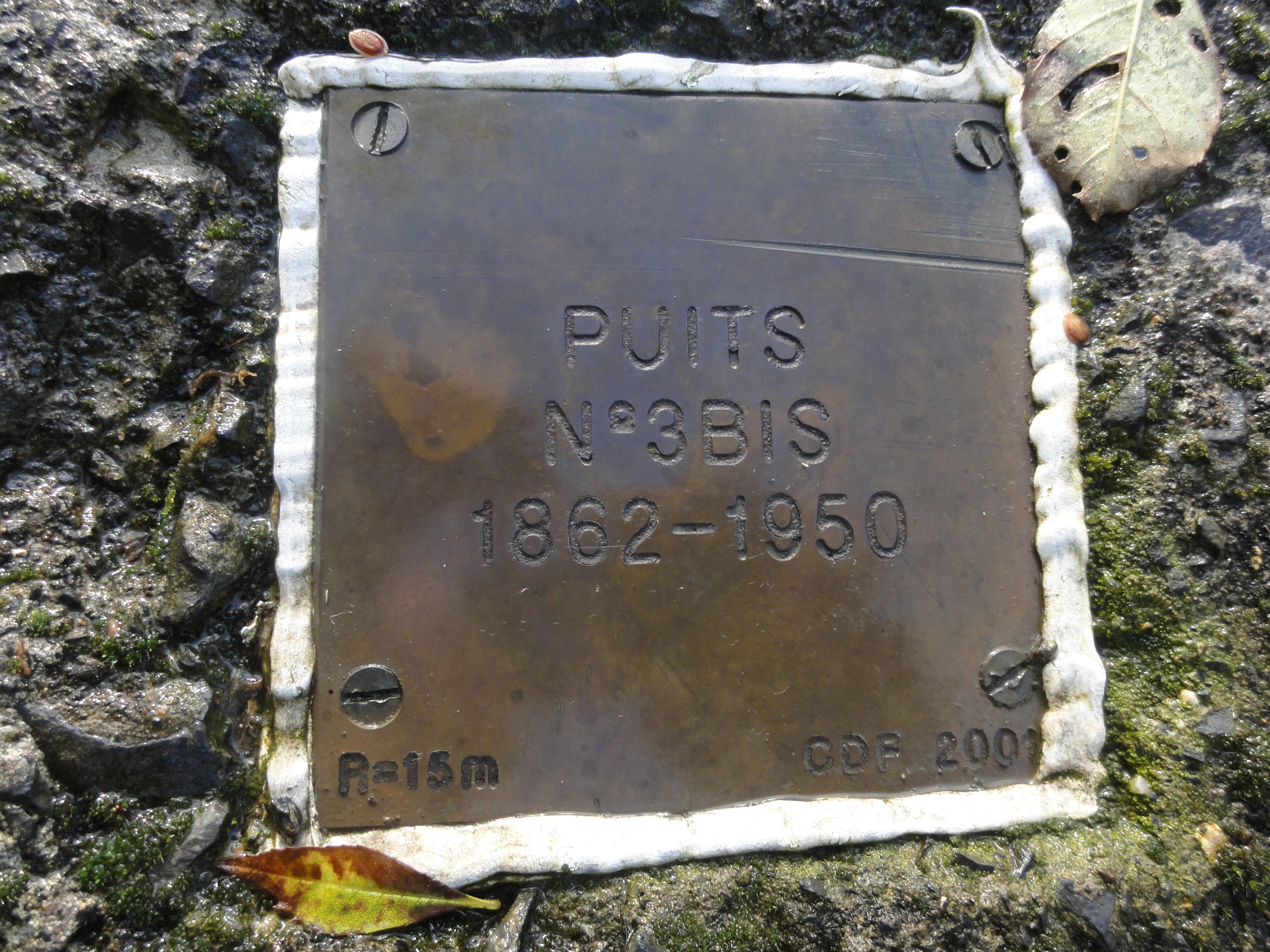
« Puits no 3 bis, 1862-1950 ».
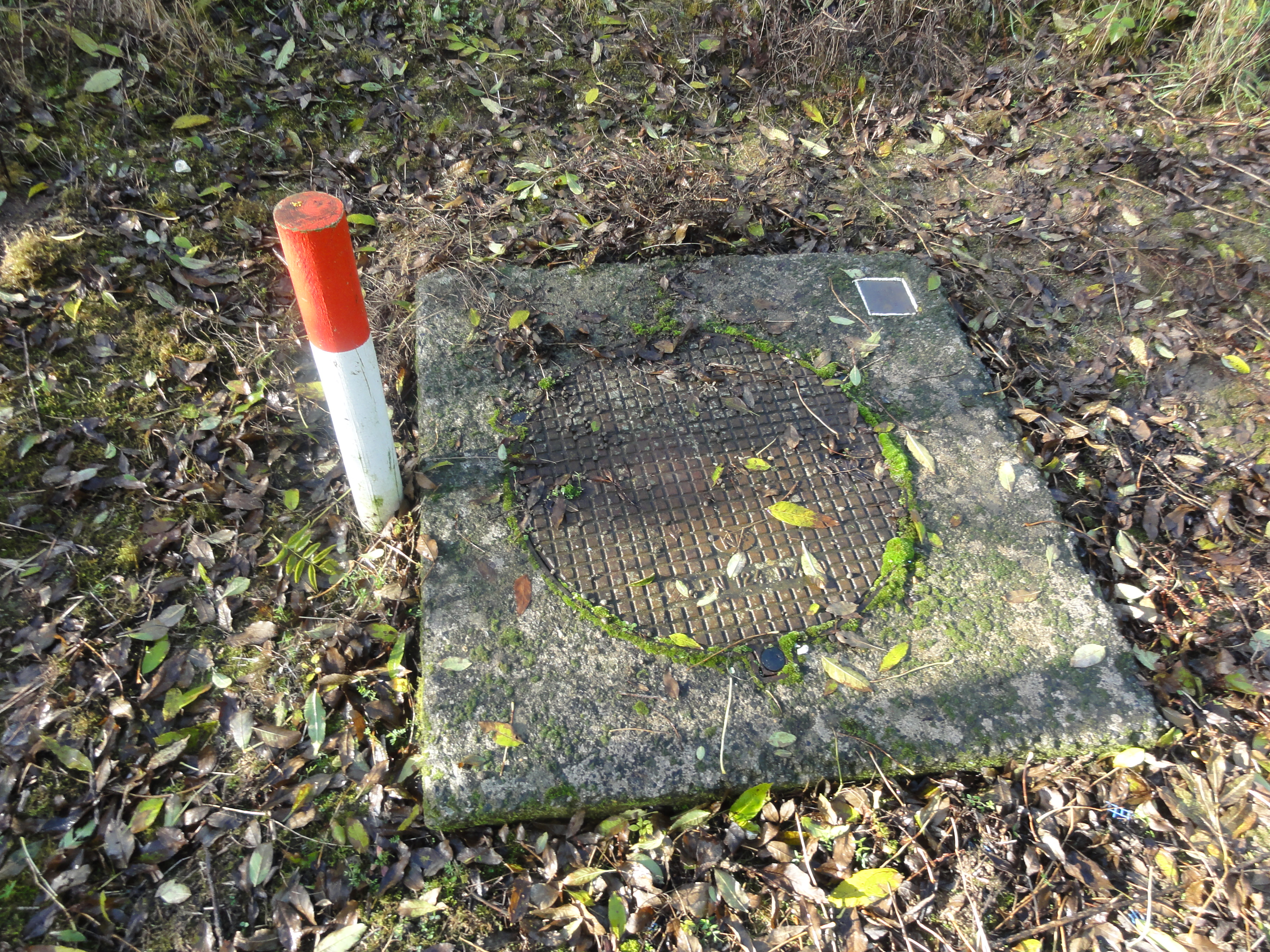
La tête de puits matérialisée.
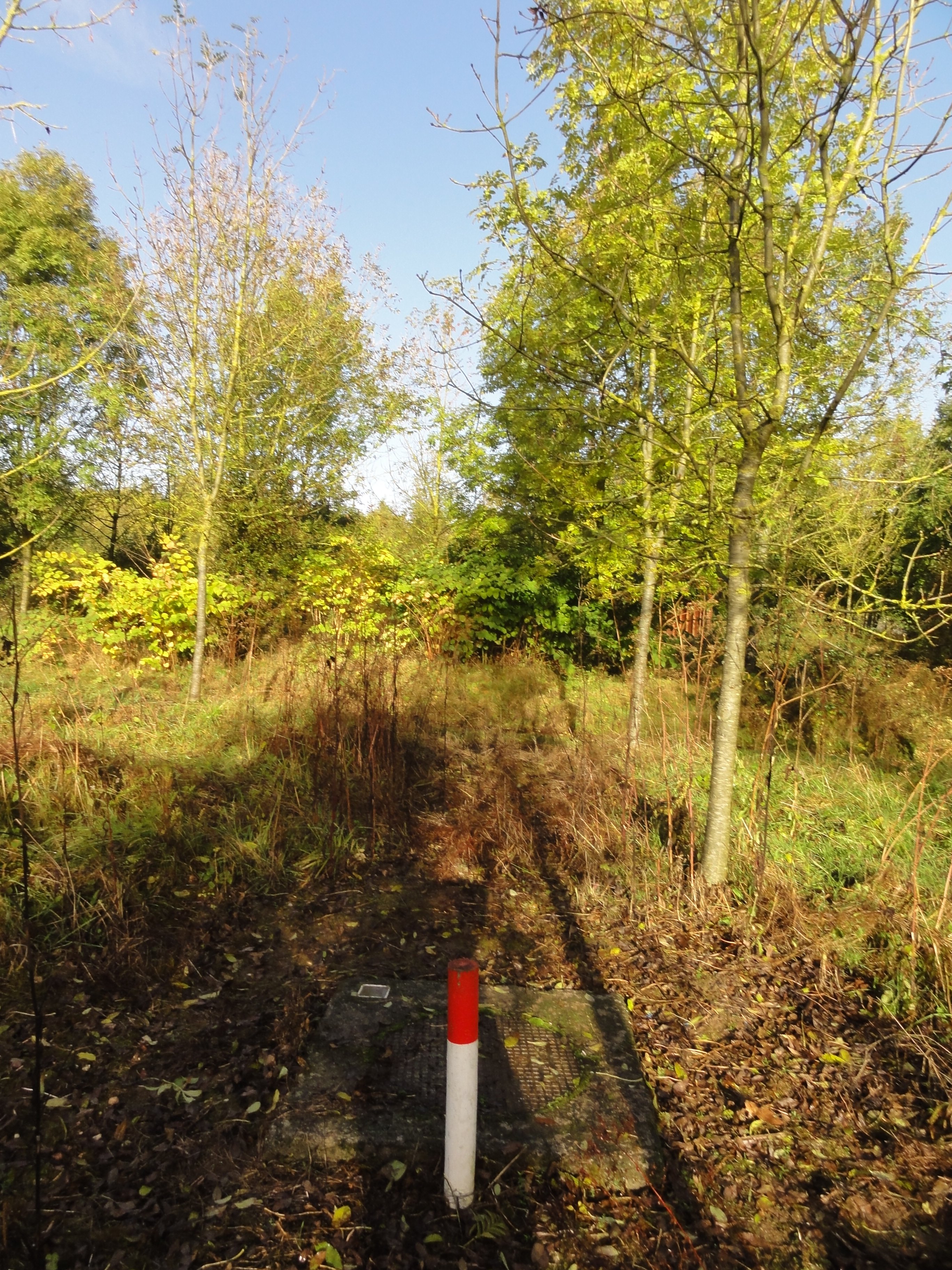
Le puits dans son environnement.
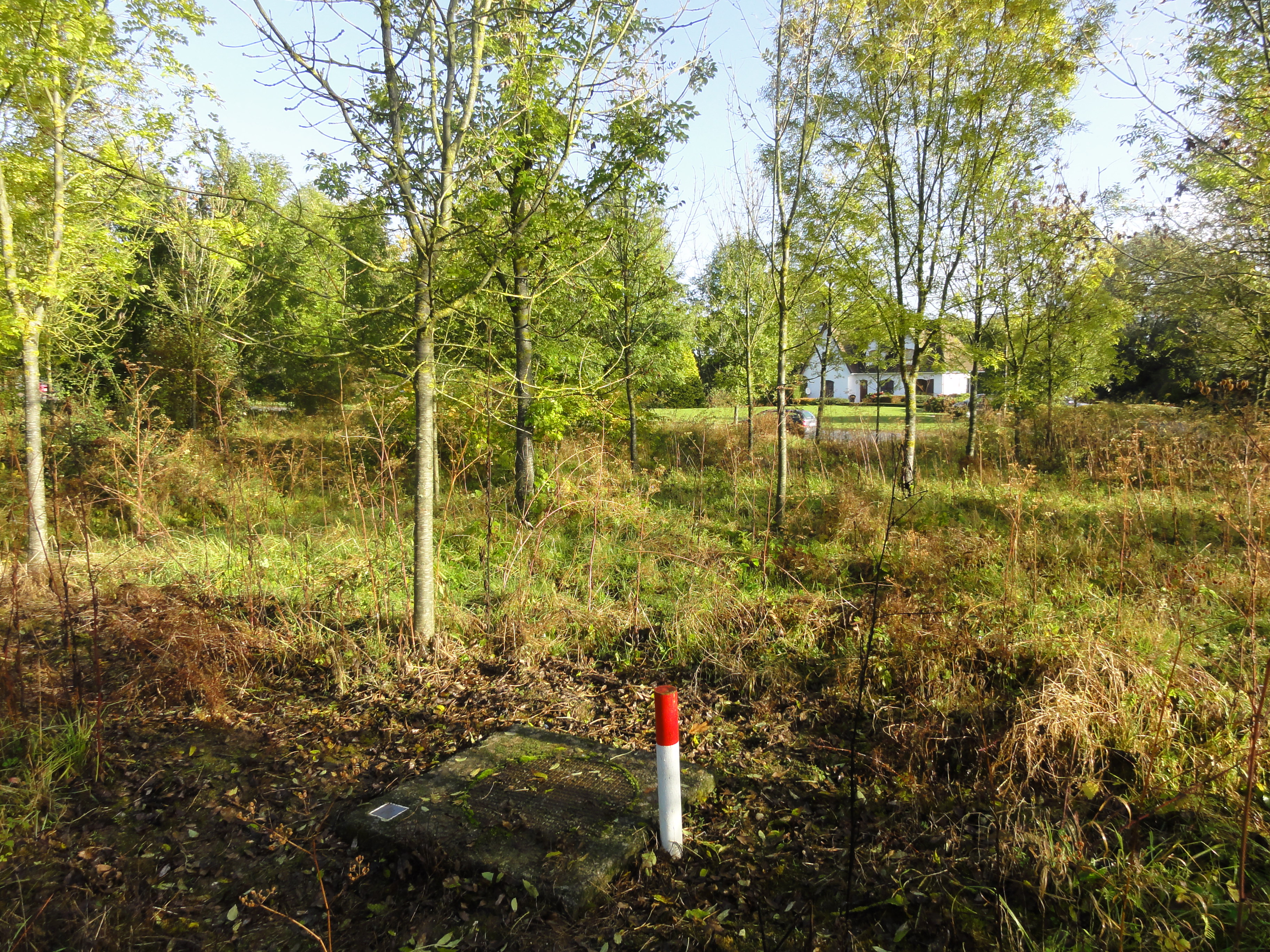
Le puits dans son environnement.
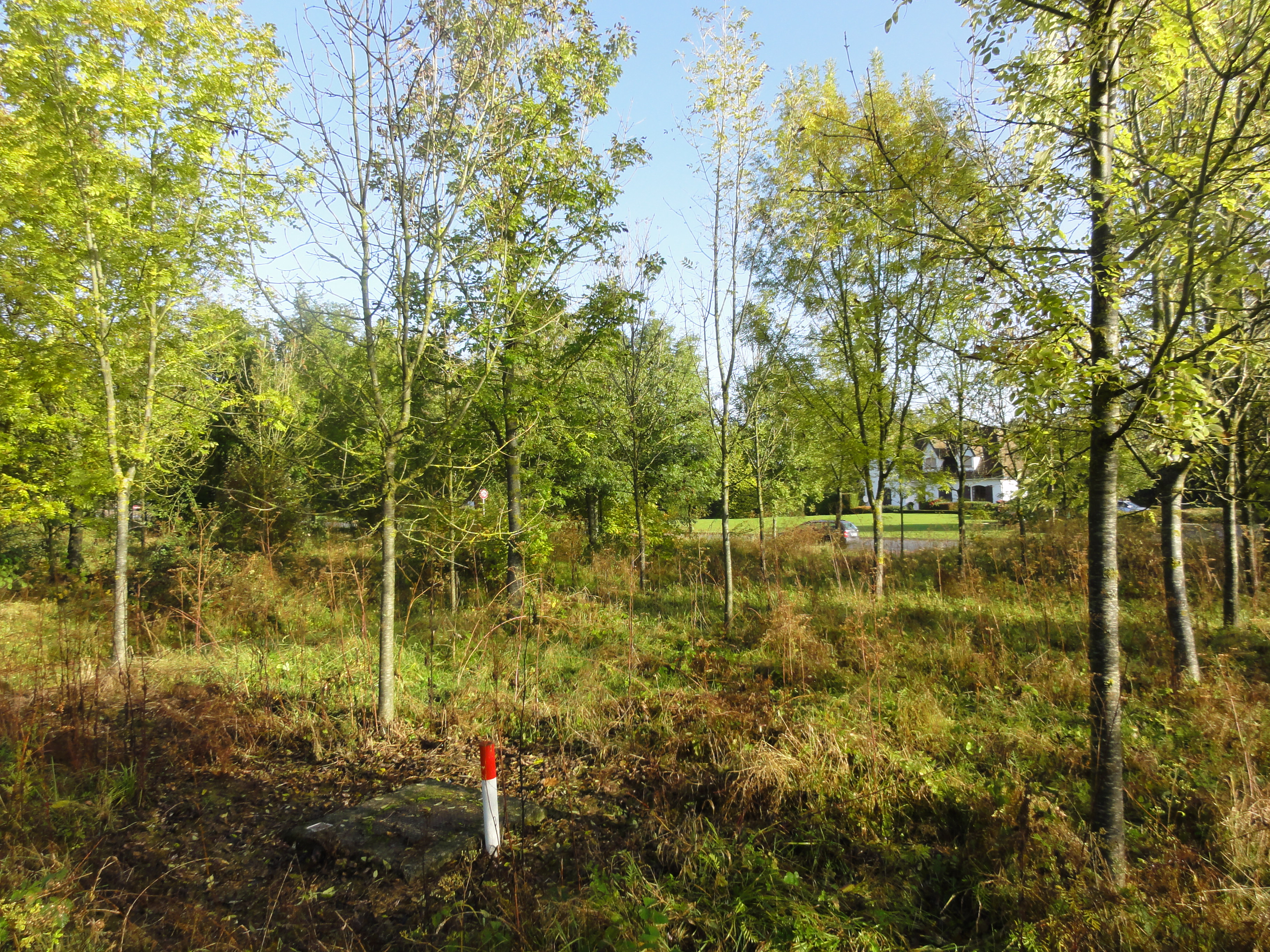
Le puits dans son environnement.
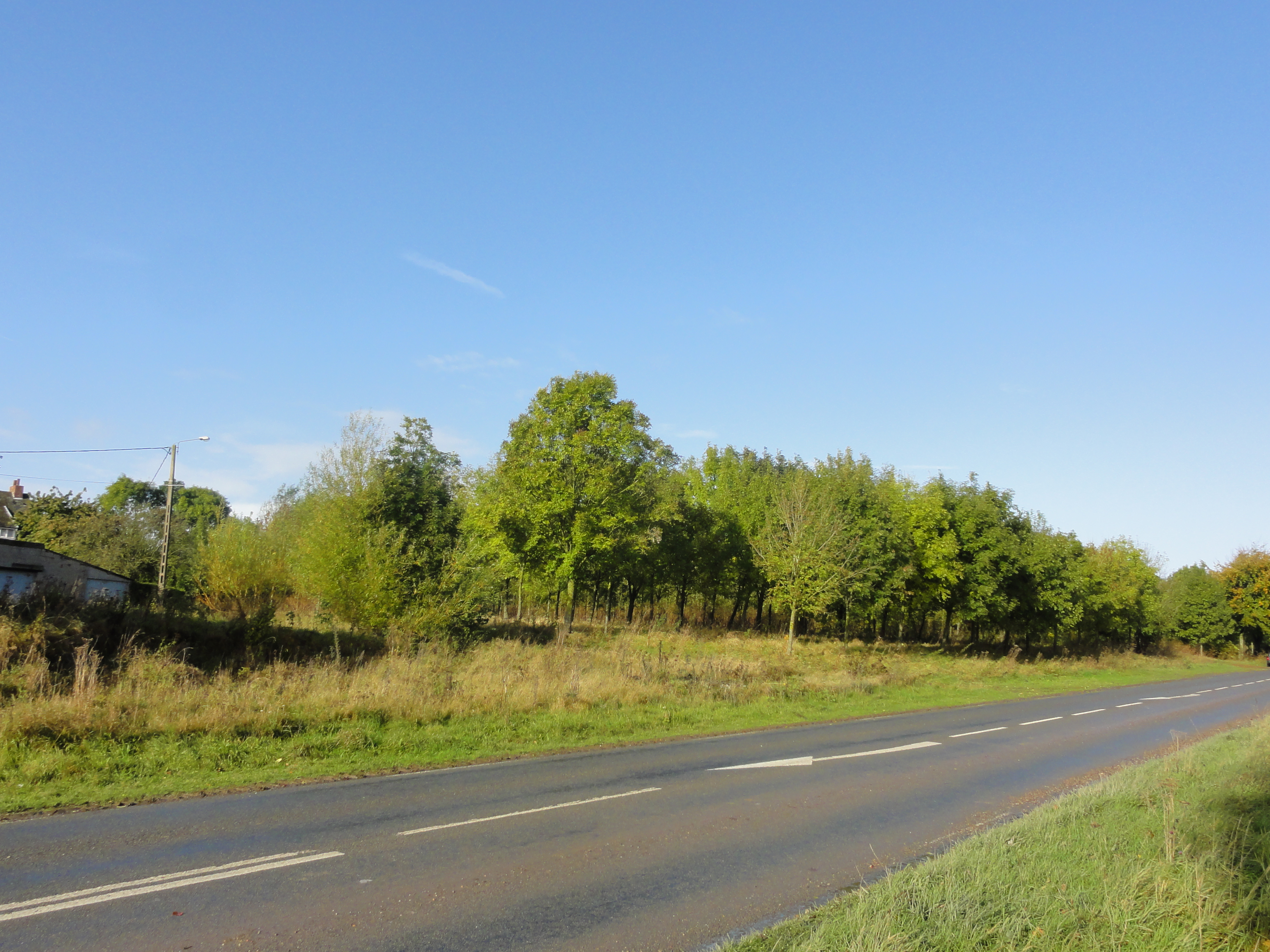
Le carreau de fosse vu depuis la chaussée Brunehaut.

## Les terrils

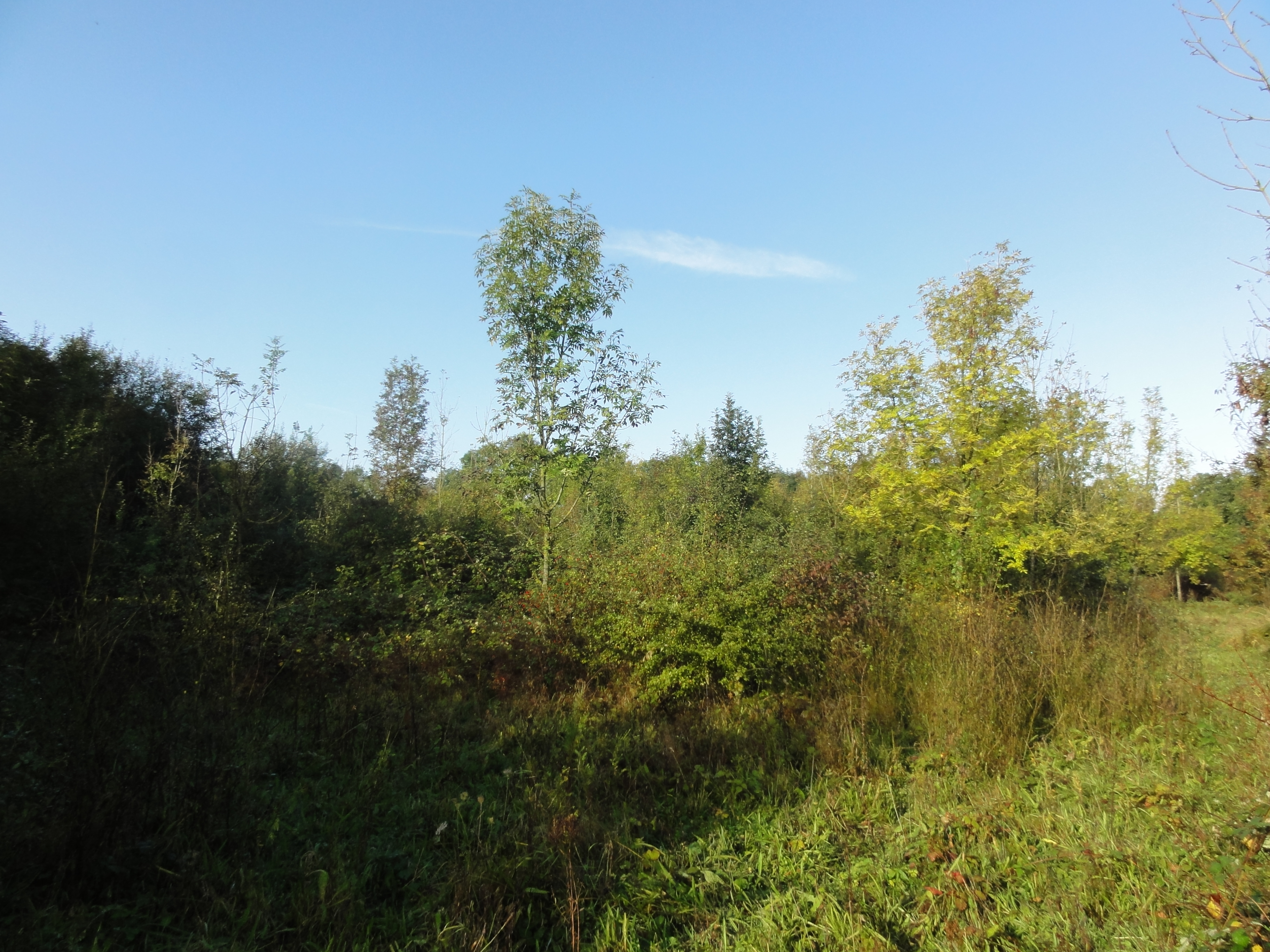
Le terril 3 bis de Ligny Ouest.

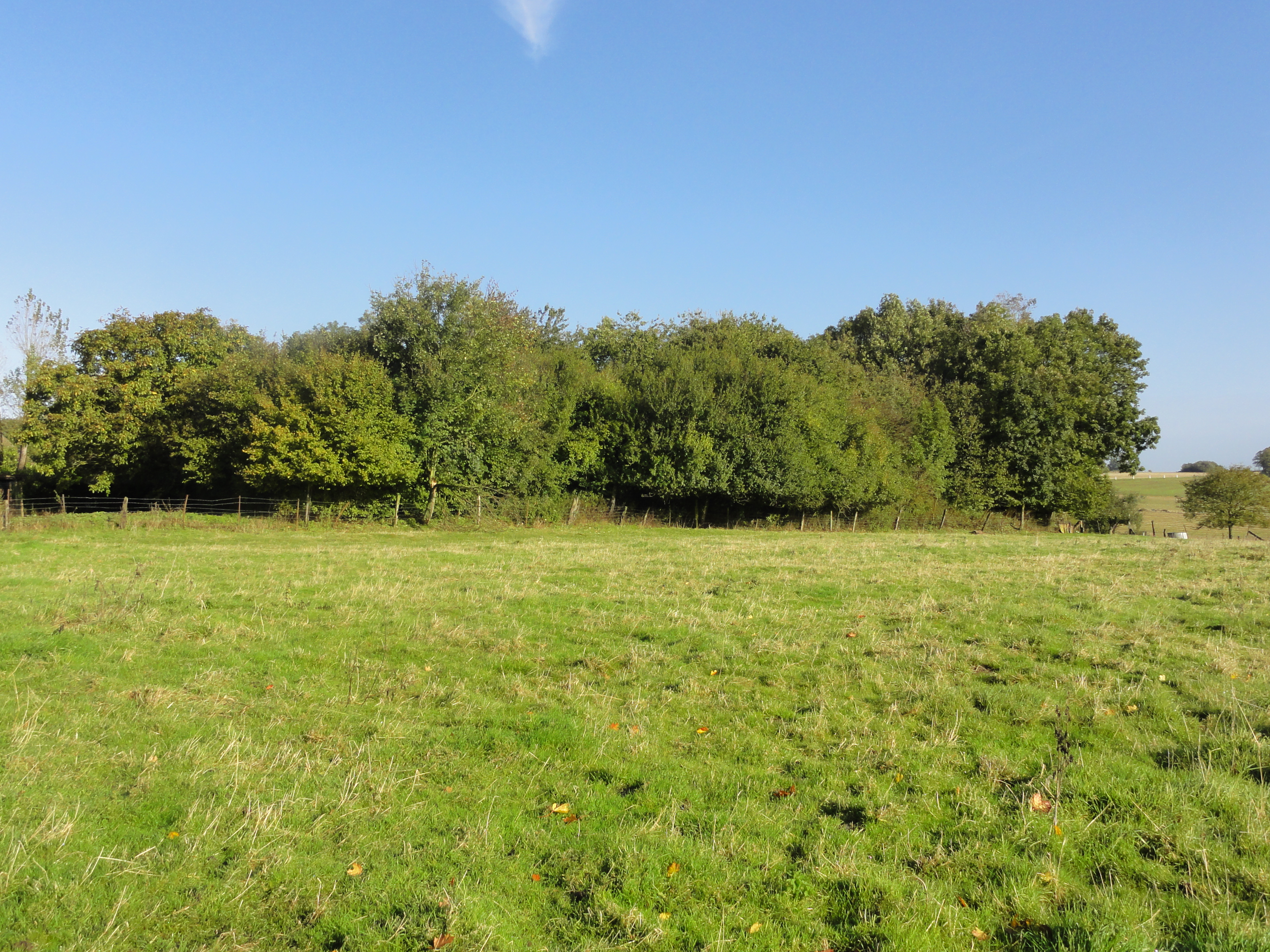
Le terril 3 bis de Ligny Est.

Deux terrils résultent de l'exploitation de la fosse.

### Terrilno35A, 3 bis de Ligny Ouest
50° 33′ 22″ N, 2° 22′ 17″ E
Le terril no 35A, 3 bis de Ligny Ouest, situé à Auchy-au-Bois, est un des deux terrils de la fosse no 3 bis. Il a été exploité. Il est situé au nord du puits no 3 bis.

### Terrilno35B, 3 bis de Ligny Est
50° 33′ 23″ N, 2° 22′ 27″ E
Le terril no 35B, 3 bis de Ligny Est, situé à Auchy-au-Bois, est l'autre terril de la fosse précédemment décrite. Il est plat et entièrement boisé.